# Antoni Galiana i Moltó
Antoni Galiana i Moltó (Xixona, 9 de gener de 1762 – València, ca. 1840) va ser un matemàtic i físic valencià. Va començar els seus estudis el 1776. Estudià filosofia en la Universitat de València amb el fra Esteban Querol, de l'Orde de Montesa. El 1780 va rebre per oposicions una de les beques al Col·legi Major de Sant Tomás de Villanueva, i hi va ser Regent d'estudis. En 1784, va realitzar estudis de Teologia i de Dret Civil. També, de lògica, aritmètica i geometria, fins a obtenir successivament el Batxiller i Mestre en Arts, Batxiller en Lleis i Batxiller i Doctor en Teologia.

Després de participar en oposicions a diverses càtedres, com la de filosofia (1791-94), el 1799 va aconseguir la Càtedra Perpètua de Matemàtiques Pures a la Universitat de València. El curs 1803-04 va assolir la Càtedra de Mecànica i Física Experimental, lloc on el qual va romandre fins a la seua mort. Subercase va ser el seu únic alumne en Mecànica i Física durant el curs 1803-04. A partir de l'any 1807, va impartir l'assignatura de Física Experimental i Química fins al final de la seua vida.
Tot i que la data de defunció ha estat datada l'any 1826 nombroses vegades, la realitat és que se situa al voltant del 1840. Esta confusió es va originar a partir de la publicació de Vicente Ramos, Historia de la provincia de Alicante y de su capital (1971), on es va indicar erròniament que la mort de Galiana va tenir lloc el 1826.
Al seu poble natal, Xixona, hi ha un carrer en honor a Antoni Galiana i Moltó, el qual dona accés al camp de futbol municipal.

## Publicacions
- Exercitatio de anguli trisectioni per circinum et regulam (València, 1791)
- Disertación sobre el cálculo de los radicales imaginarios (València, 1799)
- Tratado de magnetismo físico con sus aplicaciones a la ciencia médica
- Crítica de la teoría del Universo, de Mr. Allix (incompleta)
- Dos cartas de D. Dumvicefeld á Cristofilo sobre el sistema de la venida del Mesias en Gloria y Magestad; publicado por Juan Josafat Ben Ezra; traducidas libremente por E.C.D.M.Y.F.E.D.L.V.D.V. (València, 1826). Juan Josafat Ben Ezra és el pseudònim de Manuel Lacunza. Encara que es fa passar per una traducció, en realitat és una obra original de Galiana. Les sigles volien dir El catedrático de Mecánica y Física Experimental de la Universidad de Valencia (en valencià, el catedràtic de Mecànica i Física Experimental de la Universitat de València).[5][4]